# Kinesiologie (Parawissenschaft)
Die Angewandte Kinesiologie (von altgriechisch κίνησις kinesis „Bewegung“ und -logie) ist ein alternativmedizinisches und pseudowissenschaftliches Diagnose- und Behandlungskonzept aus dem Bereich der Körpertherapie und der Chiropraktik.
Der Begriff wurde in Deutschland unter anderem von den Begründern des Instituts für Angewandte Kinesiologie (1982) und später der Deutschen Gesellschaft für Angewandte Kinesiologie, gegründet 1987, eingeführt und steht für Varianten der von George Joseph Goodheart begründeten Applied Kinesiology. Im Gegensatz zu letzterer wird die „Kinesiologie“ vor allem von medizinischen Laien angewandt. Sie nutzt sogenannte manuelle Muskeltests für eine Diagnose und eine nachfolgende Festlegung der Therapie. Die angewandte Kinesiologie geht dabei davon aus, dass die Muskelspannung eine Rückmeldung über den funktionellen Zustand des Körpers liefert. Nicht zu verwechseln ist der Begriff mit dem englischsprachigen Wort kinesiology für Bewegungs-/Motorikwissenschaften.
Die Kinesiologie ist nicht durch anerkannte naturwissenschaftliche und medizinische Erkenntnisse begründet; ein Wirksamkeitsnachweis existiert nicht.

## Allgemeines
Die Angewandte Kinesiologie ist ein wissenschaftlich nicht anerkanntes alternativmedizinisches Diagnose- und Therapieverfahren ohne belegte Wirksamkeit. Sie beruht auf der Annahme, dass sich gesundheitliche Störungen als Schwäche bestimmter Muskelgruppen manifestieren.
Zentrales Werkzeug der Kinesiologie zur Diagnose solcher Störungen ist der sogenannte „kinesiologische Muskeltest“.
In der Kinesiologie werden Begriffe und Lehren aus der Meridian- und der Elementenlehre verwendet. So wird beispielsweise der Begriff Energie in Anlehnung an das daoistische Qi im Sinne von „Lebensenergie“ benutzt. Die Kinesiologie sieht sich selbst als eine Methode, die den Menschen in seiner „Ganzheitlichkeit“ wahrnehmen soll, das heißt, dass Befunde nicht isoliert, sondern im Zusammenhang mit emotionalen und mentalen Einflüssen und Abhängigkeiten betrachtet werden sollen. Aus der originären Applied Kinesiology wurde vor allem die Behandlung von Reflexen wie die „Neurolymphatischen Reflexpunkte“ des Osteopathen Chapman und die sogenannten „Neurovaskulären Reflexpunkte“ des Chiropraktors Bennett in das „Touch for Health“ beziehungsweise in die „Angewandte Kinesiologie“ integriert.
Das Konzept der Kinesiologie ist mit anerkannten naturwissenschaftlichen und medizinischen Kenntnissen nicht vereinbar. Ein Nachweis der diagnostischen Validität und Wirksamkeit der Kinesiologie gelang bisher nicht; er gilt als unwahrscheinlich.

## Geschichte und Institutionalisierung

### Entwicklung
Applied Kinesiology wurde in den 1960er Jahren von dem amerikanischen Chiropraktiker George Joseph Goodheart entwickelt. Ausgangspunkt der Theorieentwicklung war seine Beobachtung, dass bei einem Patienten mit Schulterschmerzen die Schultermuskulatur geschwächt war und in den Sehnenansätzen des Muskels knotige Verhärtungen bestanden. Goodheart gibt an, durch Massage die Verhärtungen des Muskels aufgelöst zu haben und die Schulterschmerzen hätten ebenfalls abgenommen. Gleichzeitig habe die Muskelkraft zugenommen. Dies sei das erste Mal gewesen, dass die Stärke eines Muskels durch eine manuelle reflextherapeutische Maßnahme normalisiert wurde.
In der Folge entwickelte Goodheart ein System von diagnostischen und therapeutischen Techniken, die ihre Basis in der Chiropraktik haben und Elemente der Osteopathie der Meridianlehre der traditionellen chinesischen Medizin, der orthomolekularen Medizin haben.
John Thie war enger Weggefährte von George Goodheart, dem Begründer der Applied Kinesiology und Mitbegründer (1974) des International College of Applied Kinesiology (ICAK).
Er gründete die Touch for Health Foundation mit der Intention, die Vorzüge der von Chiropraktikern und Ärzten angewandten professionellen Applied Kinesiology Laien zugänglich zu machen im Sinne einer „holistischen Gesundheitsfürsorge und Wiederherstellung natürlicher Energie“.
Es gab in der Gründerzeit der Organisationen ausgeprägte personelle Überschneidungen zwischen der Touch For Health Foundation und dem International College of Applied Kinesiology: John Thie war Begründer beziehungsweise Mitbegründer beider Organisationen und somit wurden die Lehrinhalte der Laien- und der professionellen Organisation immer wieder vermischt. Auf Grund von missbräuchlichen Anwendungen professioneller Techniken durch Laien wurde die Verbreitung der professionellen Applied Kinesiology international und in den deutschsprachigen Ländern seit 1992 auf Inhaber einer staatlich anerkannten Diploms in einem Heilberuf (Ärzte, Zahnärzte, Chiropraktoren in der Schweiz, Physiotherapeuten) beschränkt.

### Repräsentation der Kinesiologie in Deutschland
Alfred Schatz und Kollegen brachten das Ausbildungsmaterial der Touch-for-Health-Foundation nach Deutschland, wo sie das Institut für Angewandte Kinesiologie (1982) und 1987 die Deutsche Gesellschaft für Angewandte Kinesiologie gründeten. Diese Organisationen und viele andere weltweit verbreiten heute nahezu alle Formen von „Kinesiologie“ an medizinische Heilberufe und Laien. Eine einheitliche medizinische Mindestqualifikation ist für Kinesiologen nicht erforderlich. „Kinesiologe“ ist in Deutschland keine geschützte Berufsbezeichnung.
Die Fachgesellschaften für medizinische Applied Kinesiology in Deutschland (Deutsche Ärztegesellschaft für Applied Kinesiology, DÄGAK), Österreich (ICAK-A) und der Schweiz (ICAK-CH), deren Mitgliederschaft ausschließlich aus Personen mit einem staatlichen medizinischen Diplom (Ärzte, Zahnärzte, Chiropraktiker in der Schweiz, Physiotherapeuten) besteht, grenzen sich bewusst von den Laienorganisationen ab. Die Mitgliedschaft der International Medical Association of Applied Kinesiology (IMAK) mit Sitz in Klagenfurt besteht ausschließlich aus Ärzten und Zahnärzten.

## Der kinesiologische Muskeltest
Als Diagnoseverfahren wird in der Kinesiologie ein sogenannter Muskeltest eingesetzt, durch den Ungleichgewichte und Dysfunktionen von Substanzen, Informationen, Emotionen und Therapien festgestellt werden sollen. Der Muskeltest diene daher als „Biofeedback-System“.
Kinesiologen nehmen an, dass ein Muskel auf Stress (in Form einer Substanz, Information, Emotion und so weiter) mit einem Nachgeben reagiere, dass diese kurze Erstreaktion des Muskels vom autonomen Nervensystem gesteuert werde und nicht willentlich kontrolliert oder manipuliert werden könne. Diese Annahme ist nicht korrekt, da es möglich ist, die Muskelspannung willkürlich oder unwillkürlich zu verändern. Je nach Kinesiologie-Richtung dienen ein oder mehrere Muskeln als „Indikator-Muskeln“ (= Anzeige-Muskeln).
Der Klient wird mit der zu testenden Substanz, Information oder Emotion konfrontiert, und der Muskeltest wird unmittelbar durchgeführt. Ist zum Beispiel der Armmuskel Deltamuskel der Indikator-Muskel, übt der Kinesiologe für einen Moment einen bestimmten Druck auf den ausgestreckten Arm des Klienten aus. Entweder bleibe der Arm im kinesiologischen Sinne stark und „eingerastet“ oder er wird für einen Moment weich und nachgiebig. Die jeweilige Muskelreaktion ergibt so eine „Antwort“ auf die vorher festgelegte Fragestellung. In der Regel wird dem Klienten vorher erklärt, was eine starke oder schwache Muskelreaktion bedeuten soll. Für den kinesiologischen Muskeltest können nur binäre Fragestellungen genutzt werden, also „ja/nein“ oder „stark/schwach“ oder „schädlich/unschädlich“ und so weiter.
In der Regel bleibt die Interpretation der vom Kinesiologen gefühlten Muskelanspannung des Probanden dem Untersucher und seiner Erfahrung überlassen. Die unterschiedliche Muskelanspannung auf Seiten des Klienten kann so deutlich ausfallen, dass diese von ihm selbst bemerkt wird.

## Varianten
Seit der Entstehung der Kinesiologie wurden verschiedene erweiterte Ansätze entwickelt. Sie soll nicht nur das „richtige“ Medikament für den Patienten bestimmen oder Unverträglichkeiten und Allergien diagnostizieren können, sondern zusätzlich psychische Blockaden und Probleme. Der Muskeltest wird in verschiedenen Bereichen angewandt, wie zum Beispiel zur Identifizierung von Stressfaktoren bei NAET (Nambudripad’s Allergy Elimination Technique).
Verbreitete Varianten sind heute:

### Applied Kinesiology
Das International College of Applied Kinesiology (ICAK) ließ Professional Applied Kinesiology (PAK) als Marke registrieren, um eine klare Abgrenzung gegenüber Abwandlungen anzuzeigen, die von medizinischen Laien benutzt werden, wie Touch for Health, Brain-Gym oder Three in One Concept. PAK darf nur von geprüften Mitgliedern des ICAK benutzt werden. Die Fachgesellschaften in Deutschland, Österreich und der Schweiz, deren Mitgliederschaft ausschließlich aus Personen mit einem staatlichen medizinischen Diplom (Ärzte, Zahnärzte, Chiropraktiker in der Schweiz, Physiotherapeuten) besteht, erklären ausdrücklich, dass Applied Kinesiology nicht gleichzusetzen sei mit Kinesiologie, angewandter Kinesiologie, Psychokinesiologie oder Edu-Kinestetik.
Die Anwender der Professional Applied Kinesiology (PAK) beschreiben diese als ein Diagnose- und Therapiesystem, das mit funktionell neurologischen Tests, insbesondere dem manuellen Muskeltest und diagnostischen Provokationen (Challenges) arbeitet.

### Touch for Health
Touch for Health nimmt weitere Elemente der traditionellen chinesischen Medizin, in dem Muskelgruppen Meridianen zugeordnet und somit angebliche Blockaden, Unter- und Überenergien erfasst werden. Diese sollen durch das Berühren von Reflexpunkten, das Ausstreichen von Meridianen, durch Akupressur, der Massage einer bestimmten Muskelgruppe oder durch eine spezielle Ernährungsempfehlung ausgeglichen werden. Viele kinesiologische Methoden, die später entwickelt wurden, haben ihren Ursprung im Touch for Health.

### Edu-Kinestetik/Brain Gym
Die Edu-Kinestetik ist eine Weiterentwicklung der angewandten Kinesiologie in Richtung einer Bewegungspädagogik. Sie beschäftigt sich mit Lernschwierigkeiten und verwandten Problemen wie Hyperaktivität. Sie wurde in den frühen 1980er Jahren von dem amerikanischen Pädagogen Paul Dennison entwickelt. Dennison behauptete, dass Schüler mit Lernschwierigkeiten durch einfache körperliche Übungen motiviert werden könnten und die Fähigkeit zu lernen sich verbessere.
Die Edu-Kinestetik beruht auf der anatomisch falschen Behauptung, dass die Mittellinie zwischen den beiden Gehirnhälften durch gymnastische Übungen geradegebogen werden müsse, um eine behauptete einseitige Belastung der jeweiligen Gehirnhälften zu korrigieren.
Die Edu-Kinestetik hat keinen der ihr zugeschriebenen Effekte.

### Three In One Concepts
(3-in-1) beschäftigt sich mit psychischen Blockaden, ebenso die Psycho-Kinesiologie (PK) und die Integrative Kinesiologie (IK), die sich als Zusammensetzung aus Kinesiologie und Gesprächstherapie nach Rogers versteht.

### Tierkinesiologie
Sie wird von einigen Tierheilpraktikern, seltener von Tierärzten angewendet. Ein zentrales Problem der Tierkinesiologie ist die Nichtanwendbarkeit des Muskeltestes bei Tieren. Es wird ein „Surrogatverfahren“ (von lateinisch surrogatus für „Ersatz“) verwendet. Beim Surrogatverfahren tritt eine Person, zum Beispiel der Halter des Tieres, als Stellvertreter auf, der getestet wird. Der Stellvertreter muss nicht unbedingt Körperkontakt zum Tier haben. Es genügt ein Ersatz des Tieres durch ein Foto, Exkremente, Haare oder Federn. Die Ausbildung oder Fachfortbildung zum Tierkinesiologen wird von mehreren Instituten angeboten, der zeitliche Umfang der Ausbildung liegt im Regelfall bei sechs bis acht Seminartagen.

## Wirksamkeit
Die Kinesiologie widerspricht anerkannten naturwissenschaftlichen und medizinischen Erkenntnissen. Ein Nachweis der Wirksamkeit der Kinesiologie gelang bisher nicht und gilt als unwahrscheinlich. Auch eine 2015 vom australischen Gesundheitsministerium in Auftrag gegebene Studie über verschiedene alternativmedizinische Verfahren fand für die Kinesiologie keine Evidenzen für eine Wirksamkeit. Kinesiologische Vorstellungen wie zum Beispiel diejenige, der Körper wisse, ob der Inhalt eines verschlossenen Glasröhrchens gut für ihn sei, sind mit den Erkenntnissen der Naturwissenschaft nicht in Einklang zu bringen. Ein wissenschaftlicher Nachweis für eine derartige Fähigkeit konnte nicht erbracht werden. Die Kinesiologie wird daher den Pseudowissenschaften zugeordnet.
In wissenschaftlichen Untersuchungen zur Kinesiologie wiesen die Ergebnisse häufig eine rein zufällige Verteilung auf. So kamen unterschiedliche Kinesiologen nicht relevant häufiger zu der gleichen Diagnose, und die empfohlenen Therapien führten nicht zu einer statistisch signifikanten Verbesserung. Eine andere Studie untersuchte 7 Patienten mit bekannter starker Wespenstichallergie. Kinesiologen waren nicht in der Lage, ein Röhrchen mit Wespengift überzufällig häufig von einem Röhrchen mit Kochsalzlösung zu unterscheiden. In einer weiteren Studie wurden 315 Kinder und Jugendliche über einen Zeitraum von zwei Jahren mit kinesiologischen Mitteln auf Lebensmittelallergien hin untersucht. Kinesiologen konnten dabei weder die Ergebnisse von Kollegen überzufällig häufig bestätigen, noch stimmten die Diagnosen statistisch signifikant mit den Resultaten aus verlässlichen herkömmlichen Allergietests (Antikörperbestimmung, Hauttest) überein. Kinesiologen können eigene Diagnosen nicht genauer wiederholen, als dies durch Zufall erfolgen würde. Andere Studien lieferten ähnliche Ergebnisse. Eine nicht doppelverblindete Studie ergab die Bestätigung von wahren und unwahren Testaussagen.
Es bestehen beim Muskeltest Fehler- und Fälschungsmöglichkeiten auf Seiten des Therapeuten und des Klienten. Da der Therapeut aktiv mit seiner eigenen Muskelspannung die des Klienten prüft, kann er seinen prüfenden Druck wissentlich oder unwissentlich anpassen. Gleiches gilt für den Klienten, der seine Muskelkraft willkürlich oder unwillkürlich verändern kann. Außerdem ermüdet der Testmuskel nach mehreren Testläufen.
Die Edu-Kinestetik ist aus Sicht der Psychologie und Pädagogik eine Sammlung bekannter Entspannungs- und Gedächtnistechniken, die auf vereinfachenden und teils grob falschen Vorstellungen über Anatomie und Physiologie des Gehirns basiert.
Die Wirksamkeit der Kinesiologie ging in einigen Studien nicht über die Wirksamkeit eines Placebos hinaus, das heißt, die Kinesiologie besitzt keine ursächliche Eigenwirkung. Kritiker werfen Kinesiologen daher vor, unzureichende Instrumente zu benutzen und zu falschen Diagnosen und falschen Therapien zu kommen mit möglicherweise schwerwiegenden Folgen für den Patienten, weil dieser dazu ermutigt wird, erwiesenermaßen wirksame Therapien zu spät oder gar nicht zu beginnen oder sie abzubrechen.
Befürworter der kinesiologischen Praxis behaupten häufig, ihre Methoden seien der wissenschaftlichen Kontrolle durch das International College of Applied Kinesiology (ICAK) unterworfen. Eine Auswertung von 50 Publikationen dieser Vereinigung über einen Zeitraum von 7 Jahren stellte jedoch durchwegs schwere Mängel in den Arbeiten fest – darunter das gänzliche Fehlen von statistischen Analysen, Probleme bei der Auswahl von Testpersonen und fehlende Angaben zu den Versuchsgruppen.
Weiterhin wird die fehlende Standardisierung sowie fehlende Voraussetzung von Grundqualifikationen kritisiert. Beispielsweise nennt das Kinesiologische Institut Ostbayern als notwendige Vorbildung und Voraussetzungen für eine Kinesiologenausbildung einzig und allein „Interesse und Lernbereitschaft“; ein medizinischer Beruf wie Mediziner oder Masseur sei nicht Voraussetzung für die Kinesiologenausbildung. Die volle Ausbildung, so dieses Kinesiologische Institut, dauere 60 Wochenenden, und der Schüler könne selbst entscheiden, wie weit er die Ausbildung absolvieren wolle und ab welchem Punkt der Ausbildung er als Kinesiologe arbeiten wolle.